# Naturschutzgebiet Horstbend-Mausbachquelle
Das Naturschutzgebiet Horstbend-Mausbachquelle ist eine seit 1992 geschützte Fläche in der Städteregion Aachen. Mit seinen 4,2 ha ist es eines der kleinsten der momentan existierenden 37 zur Stadt Stolberg (Rhld.) gehörenden Naturschutzgebiete.

## Lage
Das aus einer Fläche bestehende Naturschutzgebiet befindet sich im Südosten von Stolberg in direkter Nachbarschaft des Ortes Mausbach, wobei eine Seite des Gebietes an den nahen Waldrand angrenzt. Interessant ist, dass der Mausbach direkt nach Verlassen des Naturschutzgebietes unterirdisch abgeleitet wird und das Wasser erst nach Einleitung in den Vichtbach die Oberfläche wieder erreicht. Bestrebungen der Anwohner, eine über das Naturschutzgebiet hinausgehende oberirdische Wasserführung zu erreichen, sind aus finanziellen Gründen gescheitert.

## Flora
Seine besondere Bedeutung für die Flora erhält das Naturschutzgebiet durch die dort existierende Quelle des Mausbachs. Hierdurch entsteht ein Feuchtgebiet mit der typischen Quell-, Sumpf-, Nass-, Feucht- und Grünlandvegetation. Die hier gefundene Pflanzenlandschaft ist teilweise äußerst selten und streng an den Standort gebunden. Die Erhaltung dieses Biotops setzt eine großzügige Extensivierung unter grundsätzlicher Beibehaltung der Nutzung durch Beweidung voraus. Der Quellbereich im angrenzenden Wald wurde einbezogen, um Eingriffe in den Wasserhaushalt vorzubeugen.

## Fauna
Wie die Flora, so ist auch die Fauna des Naturschutzgebietes durch das von der Mausbachquelle hervorgerufene Feuchtgebiet geprägt. Man findet auf der Naturschutzfläche eine große Zahl teilweise seltener Libellen sowie Molche und andere Amphibien.